# Альт-Беннебек
Альт-Беннебек (нім. Alt Bennebek) — громада в Німеччині, розташована в землі Шлезвіг-Гольштейн. Входить до складу району Шлезвіг-Фленсбург. Складова частина об'єднання громад Кропп-Штапельгольм.
Площа — 14,09 км2. Населення становить 321 ос. (станом на 31 грудня 2020).